# Iwan Abramowitsch Salkind
Iwan Abramowitsch Salkind (russisch Иван Абрамович Залкинд; * 1. Mai 1885 in Sankt Petersburg, Russland; † 27. November 1928 in Leningrad, Sowjetunion) war ein russischer Biologe und sowjetischer Diplomat. Als Sekretär und Stellvertreter des Volkskommissars für auswärtige Angelegenheiten war er von Ende 1917 bis Anfang 1918 faktisch stellvertretender sowjetrussischer Außenminister.

## Biografie

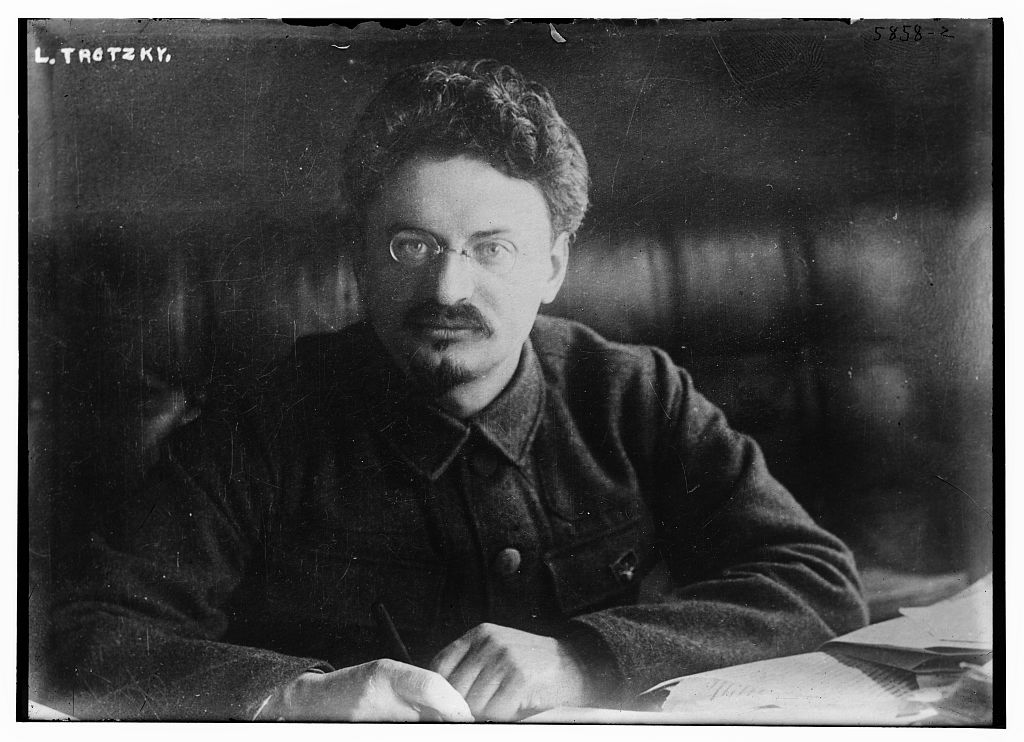
Unter Leo Trotzki wurde Salkind Stellvertreter des Volkskommissars für Auswärtiges. Nach Trotzkis Sturz fiel auch Salkind den stalinistischen Säuberungen zum Opfer.

Salkind wuchs auf der Wassiljewski-Insel in Petersburg auf. 1903 beendete er das städtische Gymnasium und wurde Mitglied des bolschewistischen Flügels der Sozialdemokratischen Arbeiterpartei Russlands (SDAPR). Er leistete illegale Parteiarbeit in Nischni Nowgorod, Odessa, Baku und anderen Städten des Russischen Reiches und beteiligte sich an der Russischen Revolution 1905. Der zaristischen Geheimpolizei Ochrana war er auch unter dem Namen Iwan Artamonow (Иван Артамонов) bekannt, mehrmals wurde er festgenommen. Vor einer erneuten Verhaftung flüchtete er 1908 nach England, Algerien, Spanien und Frankreich. Er erlernte vier Sprachen und promovierte an der Pariser Sorbonne in Biologie.
Nach dem Sturz des zaristischen Regimes in der Februarrevolution 1917 kehrte Salkind zurück nach Petersburg, das inzwischen in Petrograd umbenannt worden war. Zusammen mit Leo Trotzki nahm er an der Oktoberrevolution teil. Die Minister der Provisorischen Regierung, unter ihnen Außenminister Michail Tereschtschenko, wurden im Winterpalais verhaftet, neuer Volkskommissar für Auswärtige Angelegenheiten wurde Trotzki. Salkind wurde als Trotzkis bevollmächtigter Sekretär ins Außenministerium entsandt. Dort forderte er Vize-Außenminister Anatoli Neratow auf, sich dem Rat der Volkskommissare zu unterstellen und die diplomatischen Geheimverträge aus den Archiven des zaristischen Außenministeriums herauszugeben, was Neratow verweigerte. Auch Trotzki selbst konnte Neratow nicht umstimmen. Neratow floh stattdessen zunächst mit einigen der Geheimdokumente und wurde daraufhin im November 1917 als Vize-Außenminister entlassen; sein Büro übernahm Salkind. Salkind wurde erster Stellvertreter des Volkskommissars und Direktor der außenpolitischen Abteilung für die westlichen Länder. Schließlich stellte sich Neratow, die geheimen Dokumente wurden beschlagnahmt und zusammen mit Trotzkis zweitem Sekretär, Nikolai Markin, organisierte Salkind die Decodierung und Veröffentlichung der Geheimdokumente.
Im Januar 1918 wurde Salkind für eine Verschlechterung der Beziehungen zu den USA verantwortlich gemacht, und als sowjetrussischer Generalkonsul nach Zürich versetzt bis er (zusammen mit dem Sowjetbotschafter Jan Bersin) im November 1918 vom Schweizer Bundesrat wegen Propaganda- und Spionage-Aktivitäten ausgewiesen wurde. Währenddessen war Trotzki im März 1918 wegen des Friedensvertrages von Brest-Litowsk als Volkskommissar für Auswärtiges zurückgetreten und baute stattdessen als Volkskommissar für das Kriegswesen die Rote Armee auf. Damit verlor auch Salkind an Einfluss, bis 1922 arbeitete er zunächst wieder in der aus der SDAPR hervorgegangenen kommunistischen Parteiorganisation von Nischni Nowgorod. Inzwischen hatte 1920 Neratow, der sich im Russischen Bürgerkrieg auf die Seite der gegnerischen „Weißen“ gestellt hatte, das russische Konsulat in Istanbul übernommen. Istanbul war von der Entente besetzt, die im Russischen Bürgerkrieg die Weißen und im Türkischen Befreiungskrieg die Gegner der kemalistischen Nationaltürken unterstützte. Sowjetrussland entsandte 1922 stattdessen Salkind als Generalkonsul in die kemalistische Türkei, und nach dem Abzug der Entente und der Flucht Neratows übernahm Salkind auch dessen Büro im Istanbuler Konsulat. Schon 1923 jedoch wurde er an das sowjetische Konsulat in Liepāja (Lettland) versetzt, 1924 dann an das Konsulat in Genua und 1925 an das Konsulat in Mailand. Ab 1927 arbeitete er wieder im sowjetischen Außenministerium; nach Trotzkis Sturz 1927 wurde jedoch auch Salkind im Rahmen der Stalinschen Säuberungen aus der Partei ausgeschlossen, woraufhin er sich erschoss.